# Opius russalka
Opius russalka är en stekelart som beskrevs av Fischer 1968. Opius russalka ingår i släktet Opius och familjen bracksteklar. Inga underarter finns listade i Catalogue of Life.